# Chlamydogobius micropterus
Chlamydogobius micropterus (tên tiếng Anh: Elizabeth Springs goby) là một loài cá thuộc họ Gobiidae. Nó là loài đặc hữu của Úc.